# Викариатная монета
Викариатная монета (нем. Vikariatsmünze) — название монет курфюрстов Саксонии, Пфальца и Баварии в период исполнения ими обязанностей имперских викариев (лат. vicarius — ‘заместитель’, ‘наместник’), то есть во время между смертью императора Священной Римской империи и избранием его преемника. Викарии имели практически все права императора. На викариатных монетах присутствуют изображения и надписи, свидетельствующие о возросшем статусе правителей составляющих империю государств в период междуцарствия, до избрания нового императора.
Первые викариатные монеты датированы 1612 годом, последние — 1792-м. За 180 лет их чеканили при 8 междуцарствиях. Изображения на монетах, их весовые характеристики отображают исторические процессы, которые происходили в жизни и денежном обращении ряда немецких государств в составе Священной Римской империи.

## История
Должность императора Священной Римской империи не была наследственной. После его смерти проходили выборы. Выборщиками являлись влиятельные князья, носившие титул курфюрста. Этот статус передавался по наследству. Коллегия имперских курфюрстов была определена Золотой буллой императора Карла IV 1356 года. Согласно этому документу она состояла из архиепископов Майнца, Трира и Кёльна, короля Чехии, Рейнского пфальцграфа, герцога Саксонии и маркграфа Бранденбурга. По той же булле должность имперских викариев, то есть регентов в период междуцарствия, закреплялась за курфюрстами пфальцским и саксонским. Саксонский курфюрст выполнял имперские функции в преимущественно северной части империи, где действовало саксонское право, а Пфальца — в преимущественно западной и южной (прирейнских территориях, Франконии и Швабии), где действовало франкское право. Викарии имели все права императора, за исключением использования имперского штандарта и отчуждения имперского имущества.
В период междуцарствия во владениях курфюрстов-викариев выпускали монеты с указанием возросшего статуса правителя. Данные экземпляры и получили название викариатных монет. Первые викариатные монеты появились в 1612 году после смерти императора Рудольфа II, последние — в 1792 году после смерти Леопольда II.
Во время Тридцатилетней войны (1618—1648) земли Пфальца были заняты войсками Католической лиги. Протестант Фридрих V был лишён звания курфюрста, которое передали герцогу Баварии Максимилиану I. В 1648 году по Вестфальскому мирному договору правителям Пфальца возвратили захваченные ранее земли и вернули сан курфюрста, который оставили и за Баварией. Таким образом количество выборщиков императора увеличили до 8. Это решение создало основу для дальнейшего конфликта между Пфальцем и Баварией. В период междуцарствия баварский курфюрст мог настаивать на том, что права, закреплённые за Пфальцем, были переданы ему. Монарх Пфальца в свою очередь ссылался на Золотую буллу 1356 года, в которой прямо говорилось о том, что именно он должен занять место имперского викария. После смерти императора Фердинанда III в 1657 году оба курфюрста объявили себя викариями и выпустили викариатные монеты. Впоследствии данный конфликт был урегулирован унией дома Виттельсбахов 1724 года.
Последние монеты с указанием на викариатство курфюрста отчеканили в 1792 году. В 1806 году Священная Римская империя прекратила своё существование. Власть на территориях, частично или полностью входивших в её состав, Австрийской империи и немецких государствах была преимущественно (за исключением нескольких вольных городов) монархической и передавалась по наследству. Необходимость в викариях отпала.

## Викариатные монеты Саксонии
Викариатные монеты Саксонии чеканили при следующих правителях:
| Имперский викарий  | Умерший император | Дата(ы) чеканки викариатных монет |
| ------------------ | ----------------- | --------------------------------- |
| Иоганн Георг I     | Рудольф II        | 1612                              |
| Иоганн Георг I     | Матвей            | 1619                              |
| Иоганн Георг II    | Фердинанд III     | 1657—1658                         |
| Фридрих Август I   | Иосиф I           | 1711                              |
| Фридрих Август II  | Карл VI           | 1740—1742                         |
| Фридрих Август II  | Карл VII          | 1745                              |
| Фридрих Август III | Иосиф II          | 1790                              |
| Фридрих Август III | Леопольд II       | 1792                              |

### Викариатные монеты Иоганна-Георга I

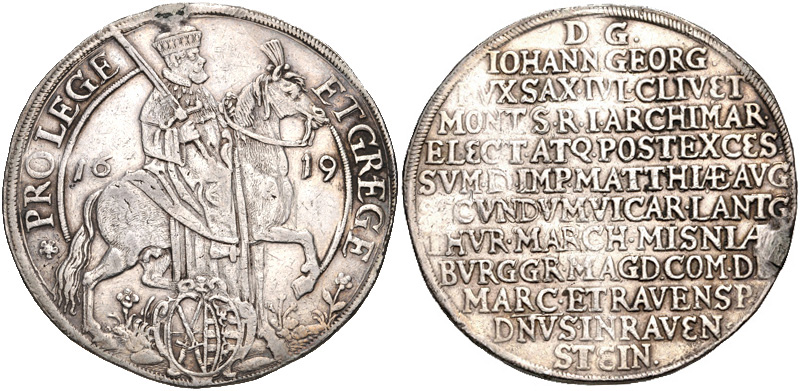
Викариатный талер 1619 года

Первое викариатство саксонского курфюрста Иоганна-Георга I (1611—1656) началось после смерти Рудольфа II 20 января 1612 года. Выборы короля Венгрии и Чехии Матвея новым императором прошли в июне того же года. На монетах этого времени изображён профиль правителя Саксонии в курфюршеской короне с мечом, положенным на плечо. На реверсе располагается герб, разделённый на множество полей. В легенде присутствует надпись «VICARIVS». На грошах обе стороны содержат гербовые щиты, один из которых саксонский, а второй — герб притязания, свидетельствующий о наличии территориальных претензий на земли Юлих-Клеве-Берга.
Типы викариатных монет Саксонии 1612 года: двойной дукат, дукат, 1, 2 и 3 рейхсталера, ½, 1⁄4 и 1⁄8 рейхсталера, грош.
По подобию викариатных талеров 1612 года в 1658 году при Иоганне-Георге II выпустили талер наследственных земель.
20 марта 1619 года умер император Матвей. Вскоре на выборах был избран новый император Фердинанд II. За это непродолжительное время были выпущены викариатные двойные дукаты, дукаты, рейхсталеры, ½, 1⁄4 и 1⁄8 рейхсталера. Для этой серии монет характерным является изображение на аверсе курфюрста в короне на коне. Внизу расположен гербовый щит. Круговая надпись «PRO LEGE ET GREGE» в вольном переводе обозначает «за закон и народ». Надпись реверса на талере состоит из 12 строк. В ней перечисляются титулы саксонского курфюрста, включая указание на занятие им должности имперского викария.

### Викариатные монеты Иоганна-Георга II

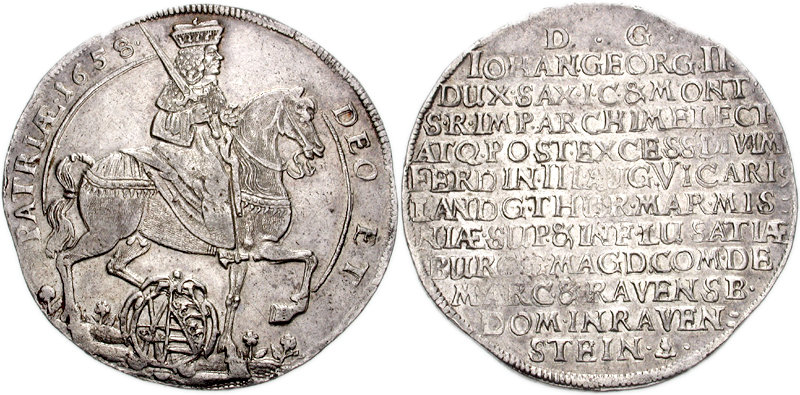
Викариатный талер 1658 года

Викариатство Иоганна-Георга II началось после смерти императора Фердинанда III 2 апреля 1657 года. Выборы следующего прошли в обстановке интриг со стороны представителей французского двора. Сын предыдущего императора Леопольд был избран 18 июля 1658 года, более чем через год после смерти отца.
По своему виду викариатные монеты 1657 и 1658 годов напоминают таковые 1619 года. Одно из существенных отличий состоит в том, что на аверсе помещена круговая легенда «DEO ET PATRIAE» («Богу и отечеству»), а не «PRO LEGE ET GREGE». С этой надписью связан религиозный скандал. На первых типах слово «DEO» («Богу») находилась напротив конского хвоста, что духовенство посчитало кощунственным. Штемпеля пришлось переделывать в срочном порядке. В 1657 году выпускали золотые монеты номиналом в 1, 2, 3, 4, 5, 6, 8 и 10 дукатов, серебряные — 1⁄8, 1⁄4, ½, 1, 2 и 4 широких талера.

### Викариатные монеты Фридриха Августа I

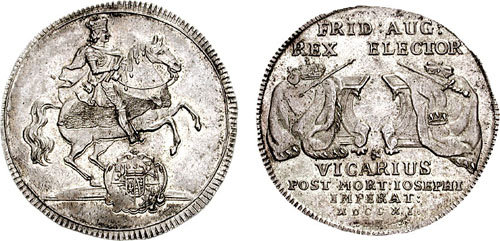
½ викариатного талера 1711 года

После смерти императора Иосифа I 17 апреля 1711 года и до выборов в декабре того же года Карла VI должность имперского викария занимал курфюрст Фридрих Август, являвшийся одновременно королём Польши и великим герцогом Литвы. За этот период отчеканили викариатные золотые 1, 2 и 4 дуката, а также серебряные 1⁄8, 1⁄4, ½ и 1 специесрейхсталер.
Саксонские викариатные монеты 1711 года содержат на аверсе изображение короля на коне над саксонско-польско-литовским гербом. На реверсе талера расположен стол с символами власти имперского викария и соответствующая надпись «FRID: AUG:/ REX ELECTOR / ET / VICARIUS / POST MORT / IOSEPH I / IMPERAT:» («Фридрих Август правитель выборщик и викарий после смерти императора Иосифа I»), а на кратных талеру монетах и дукате — два стола с символами власти, на 2 и 4 дукатах — алтарь с символами власти.

### Викариатные монеты Фридриха Августа II

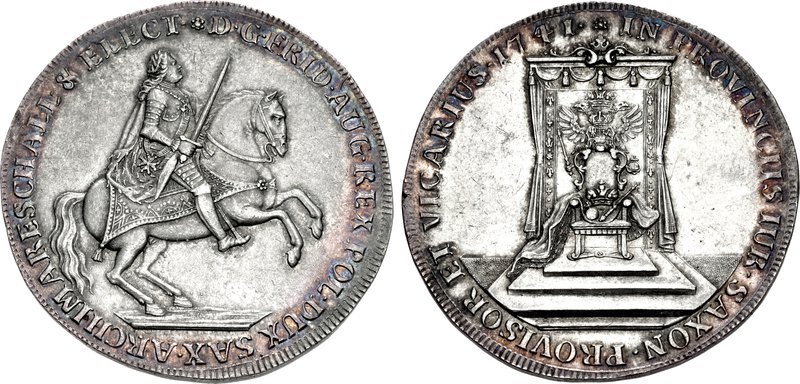
Викариатный талер 1741 года

Саксонский курфюрст, а также польский король и великий герцог литовский Фридрих Август II (известен как король Польши Август III) дважды занимал должность имперского викария, первый раз после смерти Карла VI в 1740—1742 годах, второй — Карла VII в 1745 году. Институт викариатства при Фридрихе Августе II подвёргся определённым изменениям, что было связано с унией дома Виттельсбахов 1724 года с участием пфальцского и баварского курфюрстов.
Памятные монеты Фридриха Августа II чеканили нескольких типов. В 1740 году были выпущены викариатные дукаты и специесрейхсталеры. На аверсе расположен профиль монарха в доспехах, на реверсе — двуглавый орёл с гербовым щитом в центре и круговой надписью «IN PROVINCIIS IUR. SAXON. PROVISOR ET VICARIUS» («Имперский викарий в провинциях саксонского права»). На монетах 1741 и 1742 года на аверсе помещён курфюрст на лошади, на реверсе — пустой трон с имперскими регалиями на нём. Надпись на викариатных дукатах, курантных талерах, ½ талера, двойных и обычных грошах идентична легенде на монетах 1740 года.
Второй раз Фридрих Август II занял должность викария в 1745 году после смерти Карла VII. На викариатных монетах номиналами в дукат, специесрейхсталер, 2⁄3-, 1⁄3-, 1⁄6 талера, двойной грош и грош изображён профиль монарха в латах на аверсе, польско-литовско-саксонский герб и корона вверху на реверсе.

### Викариатные монеты Фридриха Августа III

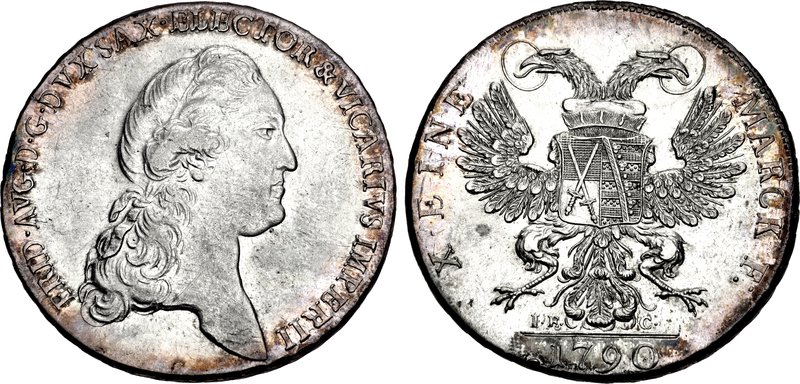
Викариатный талер 1790 года

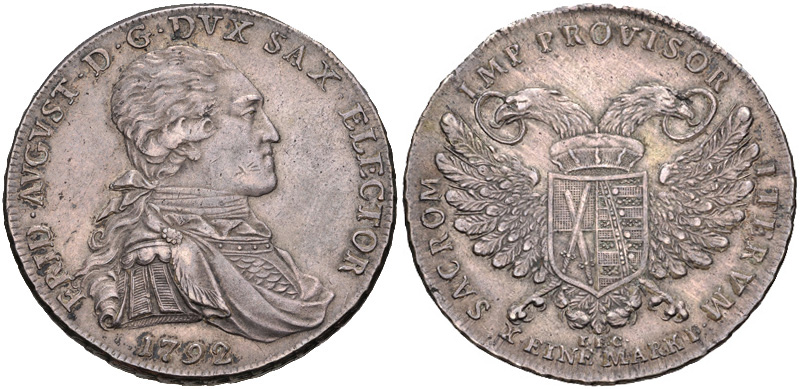
Викариатный талер 1792 года

Саксонский курфюрст Фридрих Август III дважды занимал должность викария. Первый раз после смерти Иосифа II в 1790 году, второй — Леопольда II в 1792 году. На викариатных монетах изображён монарх на аверсе и имперский двуглавый орёл с саксонским гербом на груди на реверсе.
В 1790 году чеканили викариатные конвенционные специесталеры, 2⁄3 талера и двойные гроши. В 1792 году к викариатным относятся дукаты, конвенционные специесталеры, 2⁄3 талера и 1⁄3 талера.

## Викариатные монеты Пфальца и Баварии
На момент смерти императора Рудольфа II в 1612 году курфюрсту Пфальца Фридриху не было и двух лет. Должность викария занял опекун молодого курфюрста герцог Пфальц-Цвайбрюкен-Вельденца Иоганн II. Это вызвало протест со стороны герцога Пфальц-Нейбурга Филиппа Людвига, посчитавшего себя ущемлённым в правах. Герцог Пфальц-Цвайбрюкена проявил определённый дипломатический талант, подчёркивая, что по закону викарием является малолетний курфюрст Фридрих, а он лишь представляет в качестве опекуна его интересы. В этом качестве он участвовал в выборах нового императора Матвея. Это не помешало ему отчеканить ряд монет номиналом в один, пол- и четвертьталера с указанием своей новой должности. На аверсе изображён его профиль. Круговая надпись содержит «VICARIUS». На реверсе помещён имперский двуглавый орёл с разделённым на три поля гербовым щитом на груди. В полях находятся геральдические символы Пфальца, Баварии и имперская держава.
Во время Тридцатилетней войны (1618—1648) земли Пфальца были заняты войсками Католической лиги. Пфальцский курфюрст, как было сказано выше, был лишён звания курфюрста, которое передали правителю Баварии. Впоследствии ему вернули отобранные титулы, однако вопросы, связанные с викариатством не были урегулированы. Курфюрст Баварии считал, что вместе с титулом, дававшим право на участие в избрании императора, у правителя Пфальца отобрали и передали ему викариатство. Пфальцский курфюрст считал по-другому. Это привело к тому, что в 1657 году, когда умер император Фердинанд III, оба курфюрста стали выпускать викариатные монеты. В Пфальце отчеканили рейхсталер 1657 года и дукат 1657 года. В Баварии появились серебряные монеты номиналом в 1⁄9-, 1⁄6- и 1 талер и золотой дукат 1657 года с указанием возросшего статуса курфюрста Фердинанда Марии.

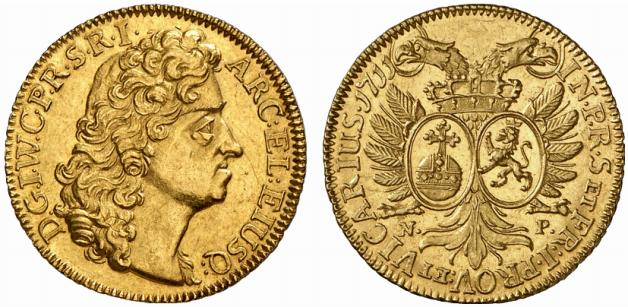
Викариатный дукат 1711 года

В 1711 году, когда умер император Иосиф I, баварский курфюрст Максимилиан II находился вне пределов своих владений, на него была наложена имперская опала, то есть по своей сути его объявили вне закона. Страна была занята австрийскими войсками в ходе войны за испанское наследство. Соответственно спор о том, кому следует занять должность викария, был на тот момент неактуален. Указание на викариатство курфюрста Пфальца Иоганна Вильгельма присутствует на талере, 1⁄4, 1, 2 и 3 дукатах.
В 1724 году между несколькими католическими правителями немецких государств была подписана уния дома Виттельсбахов, которая регулировала ряд вопросов и в том числе занятие должности викариев курфюрстами Баварии и Пфальца. Они договорились совместно выполнять функции викариев. Когда, после смерти императора Карла VI, курфюрсты Баварии Карл Альбрехт (будущий император Карл VII) и Пфальца Карл III Филипп объявили себя викариями, представители евангелического сословия заявили протест. Уния дома Виттельсбахов не была признана ни императором, ни имперским законодательством и по своей сути являлась частным договором между несколькими влиятельными князьями. Конфликт был исчерпан 18 января 1741 года принятием решения о совместном занятии одного места имперского викария. Общая позиция двух курфюрстов проявилась, в частности, чеканкой викариатных монет с изображением обоих представителей дома Виттельсбахов. Особенности данных выпусков состояли в том, что на землях обоих курфюрстов чеканили монеты с двойным изображением. При этом в Пфальце выпустили 1⁄4, ½ и 1 талер с двумя лицами на аверсе, в Баварии — 3 и 6 крейцера, а также золотые 1 и 2 гульдена (с изображением одного баварского курфюрста), талер (с изображением двух курфюрстов).

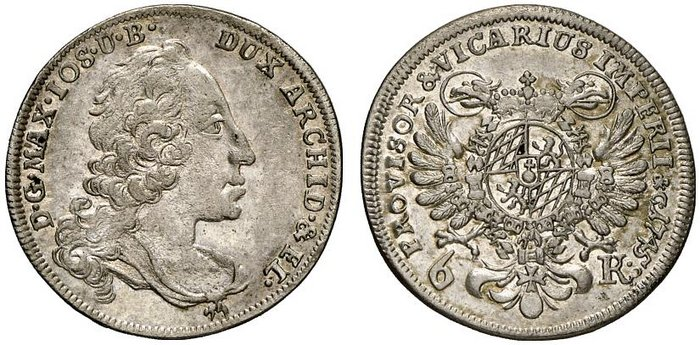
Викариатные 6 крейцеров 1745 года

В 1745 году при согласии пфальцского курфюрста должность викария занял монарх Баварии Максимилиан III. При нём отчеканили викариатные 3 и 6 крейцеров и золотые дукаты. 30 декабря 1777 года Максимилиан III умер от чёрной оспы, не оставив наследника. Его смерть означала пресечение баварской линии Виттельсбахов и переход Баварии к пфальцским Виттельсбахам. Династические и политические соображения привели к войне за баварское наследство. В конечном итоге новым баварским курфюрстом стал курфюрст Пфальца Карл IV. Пфальц и Бавария не имели общих границ. Соответственно новое государство состояло из двух частей. Для каждой из них чеканили собственные монеты, что было нормальной практикой того времени. Объединение двух курфюршеств также окончательно устранило вопрос о том, кому занимать должность викария. В 1790 году, после смерти императора Иосифа II, в курфюршестве Бавария стали выпускать два типа викариатных монет — один для Пфальца, другой для собственно Баварии. К первым относятся 10 и 20 крейцеров, ½ и 1 талер, ко вторым — 10 и 20 крейцеров, ½ и 1 конвенционный талер, 1, 2 и 3 дуката.
В 1792 году Карл IV Теодор вновь стал викарием после смерти императора Леопольда II.